# Округ Пардубице
Округ Пардубице (чеш. Okres Pardubice) је округ у Пардубичком крају, у Чешкој Републици. Административно средиште округа је град Пардубице.

## Становништво
Према подацима о броју становника из 2012. године округ је имао 167.750 становника.